# Ludovic Nunez
Pour les articles homonymes, voir Nunez.
Ludovic Nunez, de son nom latin Ludovicus Nonnus ou Ludovicus Nonnius, est un médecin flamand, né à Anvers en 1553 et mort après 1645.

## Biographie
Il était fils d'un chirurgien portugais qui avait suivi les armées espagnoles dans les Pays-Bas. Il voyagea beaucoup en Italie. On ne connaît pas la date exacte de sa mort ; mais il vivait toujours en 1645 lorsqu'il signa la seconde édition de son traité sur la nourriture. Son érudition était peu commune et il entretenait des correspondances avec plusieurs savants, Juste Lipse entre autres.

## Publications

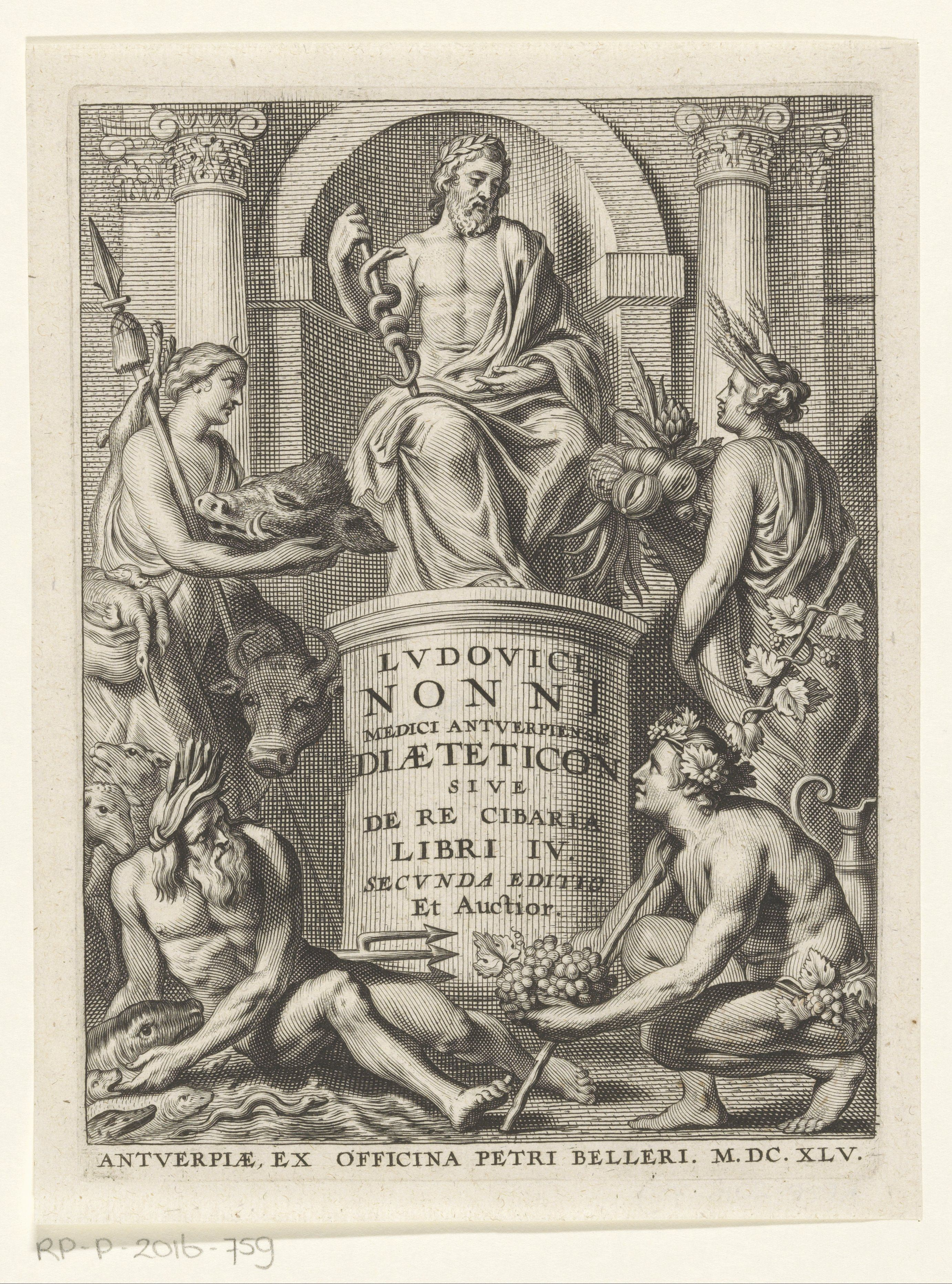
Ludovic Nunez, Diaeteticon sive de re cibaria Libri IV, 1645

- 1607 : Hispania, sive populorum, urbium, insularum et fluminum in ea accuratior descriptio
- 1616 : Ichtyophagia, sive De piscium esu commentarius, Anvers, Belleros
- 1620 : Commentarius in nomismata imp. Iulii, Augusti et Tiberii, Huberto Goltzio scalptore, Anvers, Hieronymum Verdussium
- 1627 : Diaeteticon, sive De re cibaria libri IV, Anvers, Petrum Bellerum, 1645
- 1644 : Commentarius in Huberti Goltzi Graeciam, insulas, et Asiam Minorem, Anvers, ex officina Plantiniana Balthasaris Moreti
- Diaeteticon sive de re cibaria libri IV, nunc primum lucem vidit, Anvers, ex officina Petri Belleri, 1646. L'éditeur a abusivement indiqué sur le titre nunc primum lucem vidit, car cette édition est strictement la même que celle qu'il fit paraître en 1645, avec le même frontispice, et qui est la seconde édition du livre. L'ouvrage renferme tout ce que les anciens ont écrit sur l'alimentation. Le premier livre donne des considérations générales sur les repas, les fruits et légumes ; le second est consacré aux viandes, gibiers, volailles ; le troisième aux poissons et le dernier aux boissons : habitudes de boire glacé, mélanges chauds de vin et d'eau ; les opinions d'Empédocle sur le vin, pourquoi Pythagore ne buvait pas de vin, le magnifique éloge du vin par Asclépiade ; les qualités nutritives du vin, les différentes espèces de vins, les vins vieux ; les barbares qui boivent le vin pur ; comment mélanger le vin ; un chapitre concerne l'hydromel (en latin, Mulsum) ; les maladies du vin ; la bière, le vin de palme, le cidre.

### Iconographie
- Pierre Paul Rubens, Portrait de Ludovicus Nonnius, ca 1627, National Gallery de Londres